# Quinckes ødem
Quinckes ødem eller (angioødem) er pludselig hævelse af ansigtet især omkring øjne, læber og kinder, ofte udløst af allergi.
Det kan også være et af symptomerne på sygdommen Hereditært angioødem.
En alvorlig komplikation til Quinckes ødem er hævelse af de øvre luftveje, med nedsat eller standset vejrtrækning til følge.